# Rosa gadzhievii
Rosa gadzhievii es una especie de planta del género Rosa, de la familia Rosaceae.

## Taxonomía
Rosa gadzhievii fue descrita por Chrshan. e Iskend. en 1975.

## Distribución
Se encuentra en el territorio de Cáucaso septentrional y Transcaucasia.